# 장석원 (1883년)
장석원(張錫元, 일본식 이름: 大池龍藏다이치 류조, 1883년 5월 27일 ~ 1950년 8월 15일)은 대한제국, 일제강점기의 관료이다.

## 생애
1906년 8월 궁내부 주사, 1907년 궁내부 서기랑을 역임했으며 1911년 2월부터 1914년 7월까지 이왕직 속(屬)으로 근무했다. 1912년 8월 1일 일본 정부로부터 한국병합기념장을 받았고 1914년 9월 22일부터 1915년까지 함경북도 경성군 서기로 근무했다.
1916년 9월 19일 함경북도 경흥군수로 임명된 이래 성진군수(1920년 3월 3일 임명)와 길주군수(1921년 2월 12일 임명), 경흥군수(1924년 12월 24일 임명), 경성군수(1927년 3월 29일 임명)를 차례로 역임했다. 함경북도 길주군수로 재직 중이던 1921년 6월 군수강습회에 출석했고 1922년 4월에는 군수시찰단의 일원으로 일본으로 잠시 출국하기도 했다. 1928년 3월 12일 함경북도 수성수리조합장(輸城水利組合長) 직무집행자(職務執行者)로 임명되었으며 1924년 10월 24일 일본 정부로부터 훈6등 서보장, 1928년 11월 16일 쇼와대례기념장, 1929년 10월 25일 훈5등 서보장을 받았다.
1932년 2월 13일부터 1936년 5월 21일까지 조선총독부 황해도 참여관을 역임하는 동안 신흥만몽박람회 상담역(1932년 7월 28일)과 도리원징계위원(道吏員懲戒委員, 1934년 7월 11일), 임시국세조사위원회 위원(1935년 6월 8일) 등을 역임했으며 1935년 10월 1일 조선총독부로부터 시정 25주년 기념표창, 1935년 12월 7일 일본 정부로부터 훈4등 서보장을 받았다. 1936년 6월 3일부터 1942년 6월 2일까지 조선총독부 중추원 참의를 역임했고 1936년 5월 20일 고등관 2등, 1936년 6월 12일 종4위에 각각 서위되었다.
1941년 6월 12일 중추원 부여신궁공사 근로봉사에 참여했으며 1939년 조선유도연합회 평의원, 1940년 10월 동민회 이사, 1941년 10월 조선임전보국단 발기인 및 평의원, 1942년 국민총력조선연맹 평의원을 역임했다. 친일파 708인 명단의 중추원 부문, 도 참여관 부문, 기타 부문, 민족문제연구소의 친일인명사전 수록자 명단의 중추원 부문, 관료 부문, 친일반민족행위진상규명위원회가 발표한 친일반민족행위 705인 명단에 포함되었다.

## 참고자료
- 친일반민족행위진상규명위원회 (2009). 〈장석원〉. 《친일반민족행위진상규명 보고서 Ⅳ-15》. 서울. 414~433쪽.